# Astragalus megalotropis
Astragalus megalotropis är en ärtväxtart som beskrevs av Aleksandr Andrejevitj Bunge. Astragalus megalotropis ingår i släktet vedlar, och familjen ärtväxter. Inga underarter finns listade i Catalogue of Life.